# Kelampadu
Kelampadu is een bestuurslaag in het regentschap Ogan Ilir van de provincie Zuid-Sumatra, Indonesië. Kelampadu telt 1148 inwoners (volkstelling 2010).